# Медали летних Олимпийских игр 1912
Медали летних Олимпийских игр 1912 — отличительные награды за коллективные или индивидуальные спортивные достижения участников Игр V Олимпиады, прошедшие в Стокгольме (Швеция).

## История

### Производство
Начиная с Олимпиады 1912 года было введено новое правило о стандарте Олимпийских медалей - все золотые медали должны содержать не менее 6 грамм золота и должны быть изготовлены из серебра 925 пробы. Золотая медаль изготавливается из 1,45% золота, 6% бронзы и 92,5% серебра. 

### Дизайн
Когда Стокгольм был избран столицей Олимпиады, в Швеции был объявлен конкурс на лучший эскиз медалей. Подготовительный комитет принял решение о том, что победители в индивидуальных соревнованиях получат медали из золота, участники команд-победительниц — серебряные позолоченные медали, занявшие вторые и третьи места — серебряные и бронзовые медали.
- Медали для победителей выглядели следующим образом:

Одна сторона наградной медали осталась такой же, как у награды Лондонской Олимпиады. Эскизы наградной и памятной медалей подготовил известный шведский скульптор Эрик Линдберг. На лицевой стороне наградной медали — две полуобнаженные женские фигуры, возлагающие венок на, стоящего в полный рост, обнаженного атлет-победителя. Женские фигуры сидят с обеих сторон от победителя. На оборотной — молодой герольд, возвещающий о начале олимпийских состязаний, и статуя знаменитого шведского педагога и ученого в области физического воспитания и спорта Пера-Хенрика Линга. По краю медали идет надпись по кругу: «Olympiska Spelen, Stockholm» (Олимпийские игры, Стокгольм). Слева от фигуры герольда указан год проведения Игр — 1912. Призовая медаль имеет диаметр 33 мм, такой же как и на предыдущей Олимпиаде. Всего изготовлено 90 золотых, 200 серебряных позолоченных, 385 серебряных и 270 бронзовых медалей.
- Дизайн памятной медали выглядел следующим образом:

На лицевой стороне памятной медали традиционный мотив: греческая квадрига. В колеснице судья с пальмовой ветвью в левой руке и лавровым венком в правой, провозглашающий олимпийского победителя, и возница. На оборотной стороне на фоне очертаний королевского дворца в Стокгольме — Зевс Олимпийский на троне, возведенном на ионической колонне. В правой руке он держит земной шар, на котором стоит богиня победы, в левой — жезл. Над ними полукруглая надпись в две строки: «Till Minne Af Olympiska Spelen Stockholm 1912» (В память об Олимпийских играх, Стокгольм, 1912). У основания колонны выгравировано имя художника: «Erik Lindberg» (Эрик Линдберг). Основной тираж — 6000 экземпляров изготовлен из белого металла.

## Золотая медаль
- Диаметр наградной медали — 33 мм
- Диаметр памятной медали — 50 мм
- Состав: золото
- Чеканка: мастерская C.C. Sporrong & Co.

Как в Лондоне, так и в Стокгольме победители в индивидуальных состязаниях награждались победными медалями из золота 583-й пробы. И только 2 награды были созданы специально из чистого золота с памятным дизайном, диаметром 50 мм, для вручения королю Швеции и наследному принцу.

## Серебряная медаль
- Диаметр наградной медали — 33 мм
- Диаметр памятной медали — 50 мм
- Состав: серебро, позолота
- Чеканка: мастерская C.C. Sporrong & Co.

50 серебряных памятных медалей получили члены МОК и работники Оргкомитета.

## Бронзовая медаль
- Диаметр наградной медали — 33 мм
- Диаметр памятной медали — 50 мм
- Состав: бронза
- Чеканка: мастерская C.C. Sporrong & Co.

100 бронзовых памятных медалей, из 6000 экземпляров общего количества изготовленных медалей, были распределены среди председателей судейской коллегии по различным видам спорта и глав спортивных делегаций.